# Parsegh Shahbaz
Parsegh Shahbaz (en arménien : Բարսեղ Շահբազ ; juin 1883 - 1915) est un avocat, militant politique, journaliste et chroniqueur arménien ottoman. Il est membre de la Fédération révolutionnaire arménienne. Pendant le génocide arménien, Shahbaz est déporté à Çankırı puis à Harput où il est tué. Il est le frère de Zarouhi Bahri.

## Biographie
Parsegh Shahbaz est né à Constantinople dans le district de Boyacikoy en juin 1883. Il a reçu sa première éducation à Constantinople dans les écoles arméniennes de Mayr Varjaran, Guétronagan et Mkhitarian. Il a ensuite poursuivi ses études à Venise, en Italie, au monastère San Lazzaro degli Armeni. Pendant son séjour en Italie, Shahbaz a rencontré Avetis Aharonian qui l'a convaincu de rejoindre la Fédération révolutionnaire arménienne. Shahbaz est retourné à Constantinople où il a commencé à publier le journal Tsaghig (arménien : Fleur). En 1903, après la tentative d'assassinat du patriarche arménien de Constantinople Malachia Ormanian, des membres de la Fédération révolutionnaire arménienne sont mis en cause. Sous surveillance intense, Shahbaz s'enfuit à Alexandrie, en Égypte. En Égypte, Shahbaz est devenu ouvrier pendant cinq ans tout en continuant à contribuer à divers journaux et journaux arméniens locaux. Ces journaux comprenaient Azad Khosk, Grag, le périodique Mdrag et Hachyun. Après la Révolution des Jeunes-Turcs en 1908, Shahbaz retourne dans l'Empire ottoman où il poursuit son activisme politique. Il se rend ensuite en Bulgarie puis retourne en Égypte où il se marie en 1912. Il a ensuite déménagé à Paris afin de poursuivre ses études en droit. Pendant son séjour à Paris, il continue à contribuer à diverses revues telles que Pro Armenia de Mikaël Varandian et à d'autres journaux tels que Horizon et Hayrenik.
En août 1914, après le début de la Première Guerre mondiale, Shahbaz retourne à Istanbul sous les ordres de Victor Bérard pour recueillir le soutien à l'effort de guerre des membres de la Fédération révolutionnaire arménienne de l'Empire ottoman au nom de la Triple-Entente.
Le 24 avril 1915, Parsegh Shahbaz est arrêté à Istanbul en pleine déportation nocturne de notables arméniens pendant le génocide arménien,. Selon l'écrivain Yervant Odian, qui habitait un appartement au-dessous de lui, la femme de Shahbaz était inquiète et « ne s'est toujours pas calmée » depuis longtemps après son arrestation.
Shahabaz a été déporté à Ayaş avec d'autres intellectuels arméniens. Il fut envoyé à Elâzığ, où l'on croyait que Shahbaz avait été « assassiné sur la route entre Harpout et Malatya »,. Dans une lettre à Zarouhi Bahri et Evgine Khachigian, Shahbaz écrit d'Aintab le 6 juillet 1915 qu'en raison de ses pieds blessés et de ses maux d'estomac, il se reposerait pendant 6 à 7 jours jusqu'à ce qu'il doive continuer le voyage de 8 à 10 jours vers Elazig. Mais il n'avait aucune idée de la raison pour laquelle il avait été envoyé là-bas. Selon B. Vahe-Haig, rescapé du massacre de Harpout, Parsegh Shahbaz a été incarcéré huit jours après le massacre à la prison centrale de Mezre. Il est resté sans nourriture pendant une semaine et a été sévèrement tabassé et finalement tué par des gendarmes sous le mur d'une « usine ».